# يور سويت سكس سكس سكس
يور سويت سِكس سِكس سِكس  هي أول أغنية منفردة للفرقة وتم إصدارها في عام 1998, وهي أول أغنية في الألبوم
جريتيست لوڤ سونجز ڤول. 666، وغلاف هذه الأغنية مكتوب عليه هيز انفرينل ماجيستي
وهو اسم الفرقة قبل التغيير.

## ترتيب الأغاني (النسخة الفنلندية لعام 1998)
Your Sweet Six Six Six – 4:10.1

The Beginning of the End (Tandeberg B 74 Mix) – 3:17.2

The Beginning of the End (Satanik Love Mix) – 3:58.3

## يور سويت 666
وفي عام 2000 تم إعادة إصدار أغنية منفردة تحت اسم يور سويت 666 (Your Sweet 666) وكانت أغنية منفردة من الألبوم ريزربليد رومانس.

## ترتيب الاغاني (النسخة البريطانية لعام 2000)
Your Sweet 666 – 3:57.1

Our Diabolikal Rapture – 5:21.2

It's All Tears (Drown in This Love) – 3:44.3